# Єрихов (фільм)
«Єрихов» (нім. Jerichow) — німецький драматичний фільм, знятий Крістіаном Петцольдом. Світова прем'єра стрічки відбулась 7 вересня 2008 року на Венеційському міжнародному кінофестивалі. Фільм розповідає про колишнього військового Томаса, який закохується у дружину свого боса.

## У ролях
- Бенно Фюрманн — Томас
- Ніна Госс — Лаура
- Гільмі Сьозер — Алі
- Андре Генніке — Леон

## Визнання
| Нагороди та номінації фільму «Єрихов» | Нагороди та номінації фільму «Єрихов»  | Нагороди та номінації фільму «Єрихов» | Нагороди та номінації фільму «Єрихов» | Нагороди та номінації фільму «Єрихов» | Нагороди та номінації фільму «Єрихов» |
| Рік                                   | Кінопремія / Кінофестиваль             | Категорія / Нагорода                  | Номінант                              | Результат                             |                                       |
| ------------------------------------- | -------------------------------------- | ------------------------------------- | ------------------------------------- | ------------------------------------- | ------------------------------------- |
| 2008                                  | Венеційський міжнародний кінофестиваль | «Золотий лев» за найкращий фільм      | «Єрихов»                              | Номінація                             |                                       |
| 2009                                  | Кінопремія Німеччини                   | Найкращий фільм                       | «Єрихов»                              | Номінація                             |                                       |
| 2009                                  | Кінопремія Німеччини                   | Найкращий режисер                     | Крістіан Петцольд                     | Номінація                             |                                       |
| 2009                                  | Асоціація кінокритиків Німеччини       | Найкращий фільм                       | «Єрихов»                              | Перемога                              |                                       |